# فنیل پروپانول آمین
فنیل پروپانول آمین (PPA , بتا-هیدروکسی آمفتامین) که با عنوان ایزومرهای فضایی نورافدرین و نور سودوافدرین نیز شناخته می‌شود، یک داروی مقلد سمپاتیک از گروه فنتیل‌آمین‌ها و آمفتامین هاست که به عنوان محرک، ضد‌احتقان و ضد‌اشتها به کار می‌رود. این دارو معمولاً به صورت ترکیبات مختلف جهت درمان سرماخوردگی و سرفه موجود است. برخی از این ترکیبات، جزء داروهای بدون نسخه (OTC) هستند. در دامپزشکی نیز برای درمان بی‌اختیاری ادرار در سگ‌ها به کار می‌رود. فروش این دارو در ایالات متحده به دلیل ظن به افزایش سکته مغزی در زنان جوان متوقف شده‌است. با این حال در برخی کشورهای اروپایی همچنان این دارو به فروش می‌رسد.

## داروشناسی
فنیل پروپانول آمین به عنوان یک عامل قوی و انتخابی در رهاسازی نوراپی نفرین و اپی نفرین عمل می‌کند. این دارو همچنین تا حدی به عنوان عامل رها‌کننده دوپامین (DRA) نیز عمل می‌کند. فنیل پروپانول آمین با تقلید اثرات کاتکول‌آمین‌‌های درونزاد (مانند اپی نفرین و نوراپی نفرین و تا حدی دوپامین) نقش خود را ایفا می‌کند.

## ساخت
فنیل پروپانول آمین (D,L-erythro-1-phenyl-2-methylaminopropan-1-ol) از پروپیوفنون و توسط نیتروزدار شدن (از طرق نیتریت متیل) ساخته می‌شود.

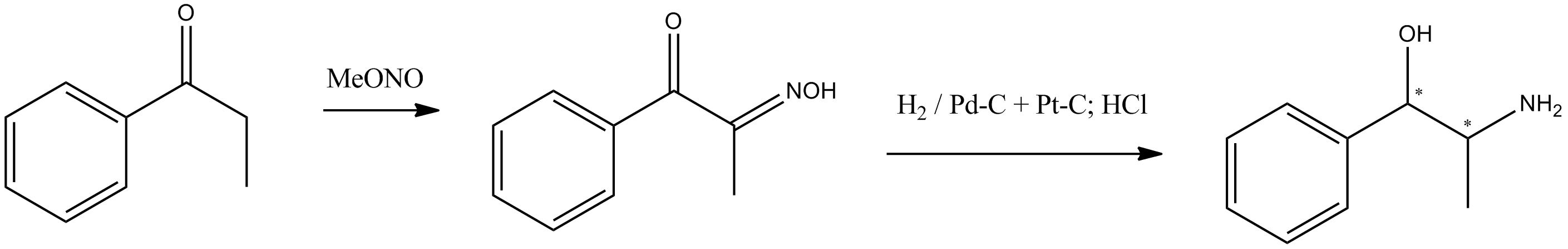
Phenylpropanolamine synthesis: